# 井戸清人
井戸 清人（いど きよと、1950年10月30日 - ）は、日本の財務官僚。理系出身者初の財務省本省局長で、在アメリカ大使館財務公使や国際局次長、国際局長、日本銀行理事を経て、国際経済研究所副理事長。

## 来歴
東京都出身。東京工業大学（のちの東京科学大学）理学部数学科で微分位相幾何学を専攻。当初は大学院進学を考えていたが、先輩の勧めで1973年に大学を卒業後、大蔵省（現財務省）入省（主税局国際租税課）。ザールラント大学留学、主計局調査課調査係長を経て、1978年7月に下館税務署長を務めた。
1979年7月 大臣官房秘書課長補佐（財務官室）。1980年2月 フランクフルト総領事館副領事。同年7月 フランクフルト総領事館領事。1984年7月 国際金融局企画課長補佐（総括・企画）。1989年 米州開発銀行財務局次長。1998年から副財務官を務めるなどし、アジア通貨危機ではアジア地域金融協力構想実現のため尽力した。1999年 在アメリカ大使館財務公使。2002年 財務省大臣官房審議官（国際局担当）。2003年 財務省国際局次長 。
理系らしからぬ明るく社交的な性格とされ、2004年には理系学部出身者としては初となる財務省本省の局長として国際局長に就任。2006年から日本銀行理事を務め、日本銀行金融ネットワークシステムなどを担当した。2011年 国際経済研究所副理事長。2014年 日本電産取締役。
日本銀行理事時代に知り合った庄山悦彦の誘いで、蔵前工業会の活動に参加し、2016年 蔵前工業会理事。2018年 蔵前経営者懇話会代表幹事、永守学園理事。2020年 蔵前工業会理事長、瑞宝中綬章受章。2021年クラレ取締役、ジャパンインベストメントアドバイザー取締役。財務省関税・外国為替等審議会委員、東京工業大学経営協議会委員、東京二期会評議員等も歴任した。

## 大蔵省同期
- 金田勝年（法務大臣、外務副大臣）
- 新井将敬（衆議院議員）
- 佐藤隆文（金融庁長官）
- 牧野治郎（国税庁長官、財務総合政策研究所長）
- 加藤秀樹（内閣府行政刷新会議事務局長）
- 森信茂樹（財務総合政策研究所長、東京税関長）
- 東正和（東京国税局長）
- 塚原治（中小企業金融公庫理事、アジア開発銀行理事）
- 花角和男（税務大学校長）
- 柏木茂雄（財務総合政策研究所次長）など。